# جيري باتلر (لاعب كرة قدم أمريكية)
جيري باتلر (بالإنجليزية: Jerry Butler)‏ هو لاعب كرة قدم أمريكية أمريكي، ولد في 12 أكتوبر 1957 في وير شولز في الولايات المتحدة.

## وصلات خارجية
- جيري باتلر على موقع مرجع كرة القدم المحترفة.كوم (الإنجليزية)